# BBC Планеты
«ВВС: Планеты» (англ. The Planets) — документальный фильм-сериал, состоящий из 8 отдельных фильмов. Сериал рассказывает о планетах солнечной системы, историю их открытия, об их характеристиках. Фильм повествует о возможности нахождения жизни во вселенной, об истории космических запусков и так далее.
Сериал состоит из 8 фильмов по 50 минут:
1. «Другие миры» (Different Worlds)
2. «Твёрдая земля» (Terra Firma)
3. «Гиганты» (Giants)
4. «Луна» (Moon)
5. «Звезда» (Star)
6. «Атмосфера» (Atmosphere)
7. «Жизнь» (Life)
8. «Судьба» (Destiny)